# Терапевтическое освечивание крови
Терапевтическое освечивание крови — процедура, при которой кровь подвергается воздействию электромагнитных волн оптического (преимущественно ультрафиолетового и видимого) диапазона в лечебных целях..  "Освечивание крови" иногда относят к альтернативной (нетрадиционной) медицине, несмотря на то, что нетрадиционная медицина представляет собирательное название методов, которые претендуют на способность лечить (или предупреждать) болезни и эффективность и безопасность которых не была доказана научным методом. В настоящее время облучение крови широко используется в медицинской практике и эффективность и безопасность этой процедуры  при правильном применении подтверждена  на практике.
В некоторых случаях западные регуляторы запрещали использование «освечивания» для лечения таких заболеваний, как ВИЧ и гепатит; также запрещались производство, продажа и использование агрегатов для освечивания крови.
Большинство исследований по терапии освечивания крови проводилось либо в середине XX века в Германии (ультрафиолетовым светом ламп), либо в России (во всех вариантах). В других страна проводились лишь единичные исследования небольшого масштаба.
Освечивание крови можно проводить тремя способами. Экстракорпорально, выводя её наружу и освечивая в специальной кювете. Такой способ используется для ультрафиолетового (УФ) освечивания крови (УФОК) ультрафиолетовыми источниками света. Более простым способом является введение светового излучения в оптическое волокно и помещение этого волокна внутрь кровеносной системы через венозный катетер. В качестве источников излучения в данном случае могут быть использованы лампы (например, ртутные),  лазеры и светодиоды.Также, возможно освечивание наружно через кожу в проекциях крупных кровеносных сосудов. В Российской Федерации и за рубежом создано много разновидностей аппаратуры для процедур облучения крови.
Терапевтическое освечивание крови не связано с практикой гамма-облучения крови в трансфузионной медицине.

## История
Исторически первыми стали освечивать кровь УФ-лампами ещё в 20-х годах прошлого века врачи Германии, где УФОК достаточно широко[уточнить] распространено до сих пор. В США эта методика получила наибольшую известность в годы второй мировой войны.
Внутривенное лазерное освечивание крови было экспериментально разработано советскими исследователями Мешалкин Е. Н., Сергиевский В. С. и внедрено в клиническую практику в 1981 г. Первоначально метод применялся при сердечно-сосудистых нарушениях, но теперь[когда?] используется [кем?] при лечении самого широкого круга заболеваний.

## Виды

### Внутривенное лазерное освечивание крови

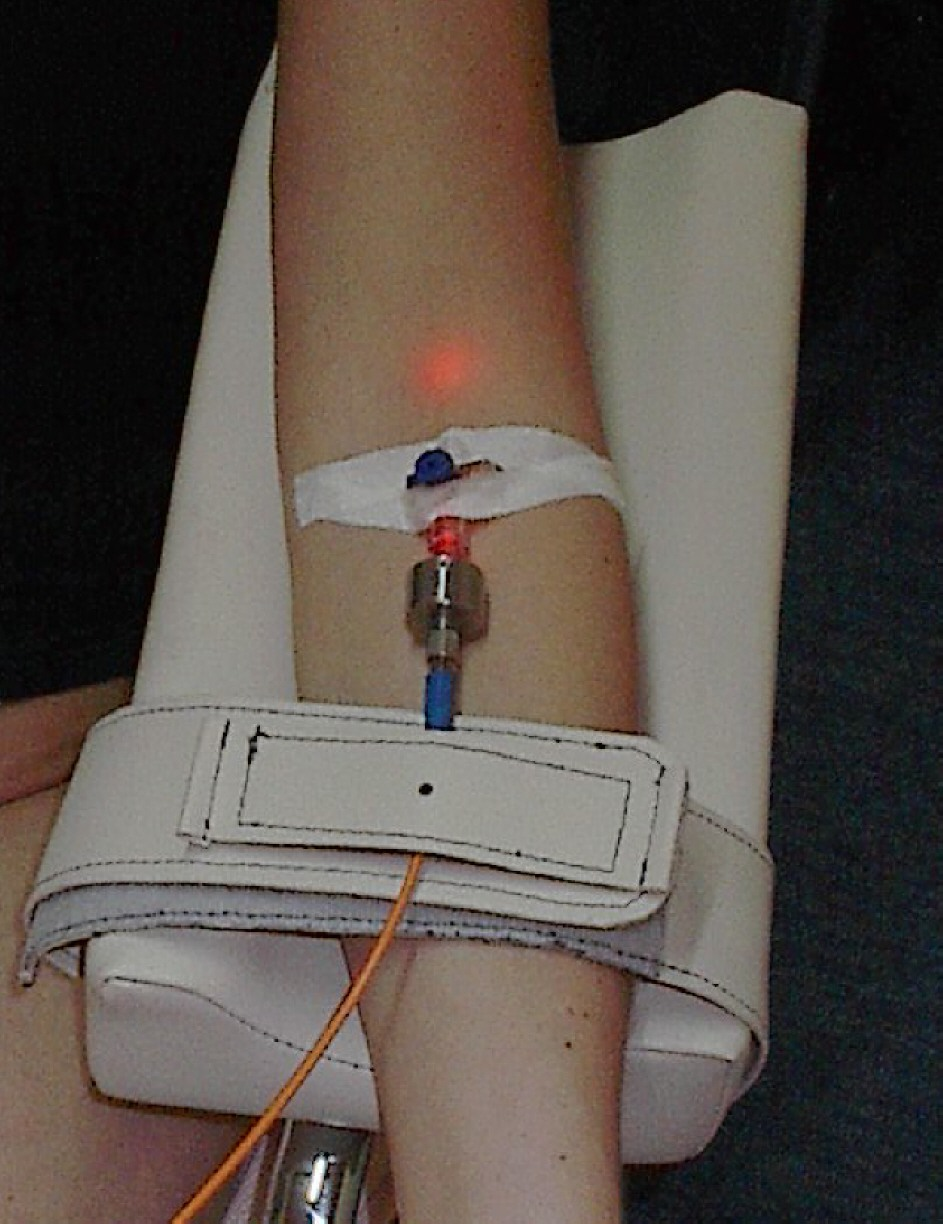
Внутривенное лазерное освечивание крови.

Внутривенное лазерное освечивание крови (ВЛОК) осуществляется in vivo путем подачи света низкоинтенсивного лазера в сосудистый канал, как правило, в вену предплечья, в предположении, что терапевтический эффект будет распространяться через кровеносную систему.
Чаще всего используются длины волны низкоинтенсивным лазерным излучением (НИЛИ)365, 405, 525 и 635 нм и мощность 2-3 мВт. Этот метод исключительно[уточнить] широко[уточнить] используется в настоящее время в России, меньше в Азии, и очень мало в других частях мира. Рядом российских авторов заявлено, что ВЛОК улучшает реологические и кислородно-транспортные свойства крови, следовательно, трофику тканей, и проявляет благоприятное влияние. Данные заявления являются объектом скептицизма. Также даже сторонниками метода признается недостаточная активизация исследований по этой теме
Визуальные наблюдения деформаций эритроцитов, выделения синглетного кислорода под воздействием света различных длин волн, а тажек эффекте передозировки были получены в 80-х годах прошлого столетия  в опытах, проведенных в Физическом институте РАН СССР на созданной для исследовательских целей установке, получившей название эридифравизор. В 1989 г. за разработку метода лечения ИБС[неизвестный термин] с помощью внутривенного облучения крови  группа врачей и инженеров под руководством И. М. Корочкина была удостоена Государственной премии СССР. В научном обосновании метода было показано[кем?], что при облучении красных клеток крови (эритроцитов) за процесс, напоминающий клеточную биостимуляцию, отвечает реакция фотогенерации синглетного кислорода (ФГСК).

### Чрескожное лазерное освечивание крови
При чрескожном воздействии лазерный луч направлен на неповрежденную кожу в область (акупунктурной меридианной проекции[неизвестный термин])? крупных кровеносных сосудов (например, в сторону общей сонной артерии или надключичной области). В связи с тем, что кожа действует в качестве барьера, поглощая энергию НИЛИ, мощность лазерного источника приходится значительно увеличивать.
По мнению Москвина С.В данную проблему решит использование импульсных матричных лазерных источников света,

### Экстракорпоральное освечивание
Используется исключительно для ультрафиолетового освечивания крови, включает в себя забор крови через вену и освечивание её вне тела.
Ранее данный метод пропагандировался для лечения рака, однако обзоры в журнале Американской медицинской ассоциации в 1952 и Американского онкологического общества в 1970 году демонстрируют, что такое лечение неэффективно.
Стивен Барретт, пишущий для Quackwatch, причисляет УФОК (в отличие от низкоинтенсивного лазерного освечивания крови) к недостоверному лечению, ссылаясь на обзор 1970 года.